# Cahiers GUTenberg
Les Cahiers GUTenberg est une revue éditée par l'association GUTenberg, qui est un groupe francophone des utilisateurs de TeX, LaTeX et logiciels compagnons.
La revue est consacrée au logiciel de composition de texte TeX et aux logiciels proches (Metafont, BibTeX, etc.), ainsi que plus généralement aux questions relatives à la composition de documents électroniques et à la typographie numérique ou traditionnelle. 
Certains numéros sont thématiques ou contiennent des actes de conférences consacrées à TeX.
Il existe des archives en ligne où l'on peut télécharger tous les articles de la revue sauf ceux des deux dernières éditions, qui ne sont accessibles qu'aux adhérents de l'association GUTenberg.

## Quelques numéros
- PSTricks et Seminar, no 16, février 1994
- Ligatures & caractères contextuels, no 22, septembre 1995
- Hommage à Gérard Blanchard, no 30, octobre 1998
- MetaPost : le dessin sous *TeX. Manuels de l’utilisateur pour MetaPost et graph, no 41, novembre 2001
- Des graphiques rigoureux avec LaTeX, no 48, avril 2007
- Problématiques éditoriales, no 49, octobre 2007
- Petit manuel pour TikZ, no 50, avril 2008
- MetaPost raconté aux piétons, no 52-53, octobre 2009
- Introduction à LuaTeX, no 54-55, octobre 2010
- Histoires d’O, d’o et de 0, no 57, avril 2012
- Ils sont de retour !, no 58, novembre 2022